# Copa Algarve 2008
La Copa Algarve 2008 és la quinzena edició de la Copa Algarve, un torneig de futbol femení celebrat anualment a Portugal, el qual convida a altres seleccions.

## Format
Hi ha tres grups: l'A, el B i C.
Els grups A i B, formats per les vuit millors seleccions del torneig (repartides amb quatre a cada grup), mentre que el C té els equips més dèbils que es juguen les posicions des de la 7 a la 12.

### Partits després de la primera fase
- Final: 1r A vs. 1r B
- 3r-4t lloc: 2n A vs. 2n B
- 5è-6è lloc: 3r A vs. 3r B
- 7è-8è lloc: 1r C vs. 4t A
- 9è-10è lloc: 2n C vs. 4t B
- 11è-12è lloc: 3r C vs. 4t C

## Classificació final
| Equip | Equip        | Pts | PJ | PG | PE | PP | GF | GC | Dif |
| ----- | ------------ | --- | -- | -- | -- | -- | -- | -- | --- |
| 1     | Estats Units | 12  | 4  | 4  | 0  | 0  | 12 | 1  | +11 |
| 2     | Dinamarca    | 9   | 4  | 3  | 0  | 1  | 4  | 2  | +2  |
| 3     | Noruega      | 9   | 4  | 3  | 0  | 1  | 9  | 7  | +2  |
| 4     | Alemanya     | 6   | 4  | 2  | 0  | 2  | 5  | 3  | +2  |
| 5     | Suècia       | 6   | 4  | 2  | 0  | 2  | 6  | 4  | +2  |
| 6     | Itàlia       | 3   | 4  | 1  | 0  | 3  | 4  | 9  | -5  |
| 7     | Islàndia     | 12  | 4  | 4  | 0  | 0  | 12 | 1  | +11 |
| 8     | Finlàndia    | 0   | 4  | 0  | 0  | 4  | 1  | 10 | -9  |
| 9     | Xina         | 1   | 4  | 0  | 1  | 3  | 2  | 10 | -8  |
| 10    | Portugal     | 7   | 4  | 2  | 1  | 1  | 6  | 5  | +1  |
| 11    | Polònia      | 1   | 4  | 0  | 1  | 3  | 3  | 8  | -5  |
| 12    | Irlanda      | 4   | 4  | 1  | 1  | 2  | 4  | 8  | -4  |